# 象牙潭之战
象牙潭之战，909年（后梁开平三年、南吴天祐六年），淮南军（南吴）派军在象牙潭（今江西省金溪县东北）击败抚州（今江西省抚州市）刺史危全讽。
909年六月，危全讽自称镇南节度使，率抚州、信州（今江西省上饶市）、袁州（今江西省宜春市）、吉州（江西省吉安市）四州之军号称十万，进攻洪州（今江西省南昌市）。南吴在洪州的守军只有千人，洪州的镇南军节度使刘威用疑兵牵制敌人，秘密派人到吴都广陵（今江苏省扬州市）求援。危全讽驻扎象牙潭，没有前进，请楚王马殷相助。马殷派指挥使苑玫增援危全讽，和袁州刺史彭彦章包围高安。南吴权臣徐温任命周本为西南面行营招讨应援使，率兵七千援助高安。周本认为楚军只是声援，并非真正攻取高安。于是领兵抵达象牙潭。七月，危全讽在象牙潭临溪营建栅数十里。七月十七日，周本隔溪水列阵对峙，派老弱挑战，危全讽当命军渡溪追赶，周本半渡而击，危全讽军大败，自相践踏，士兵多溺亡。周本断危全讽之归路，危全讽和他属下将士五千人被俘。周本于是攻取袁州，彭彦章被俘，又攻克吉州。饶州、信州等州也被淮南攻取，包围高安的楚军退走。